# 太郎坊宮前駅
太郎坊宮前駅（たろぼうぐうまええき）は、滋賀県東近江市小脇町にある近江鉄道八日市線（万葉あかね線）の駅である。駅番号はOR17。

## 歴史

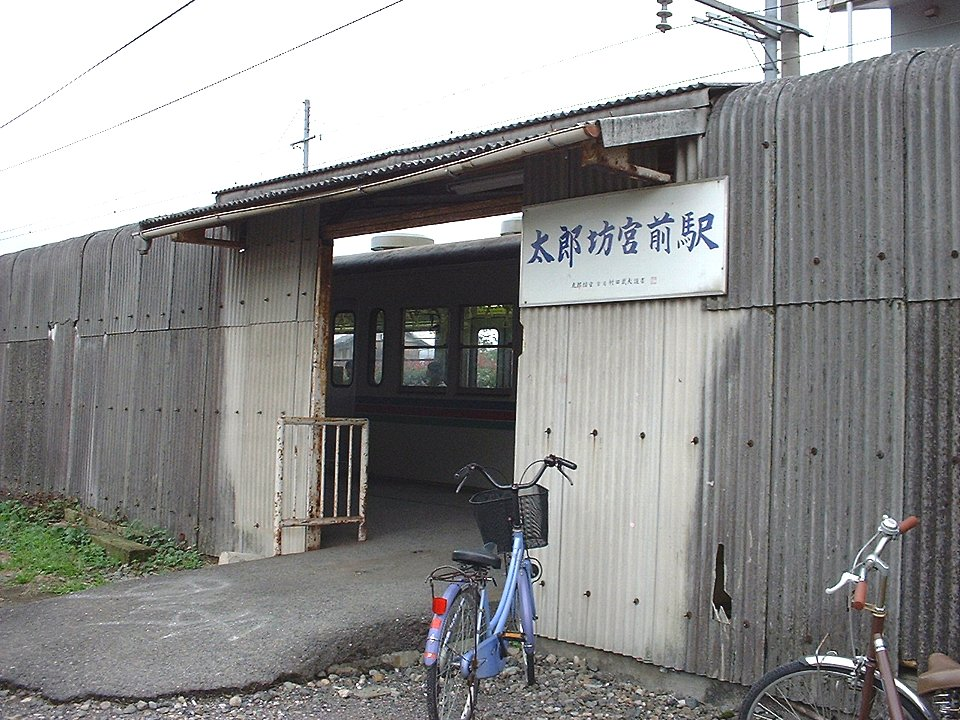
改装前の駅入口（2003年7月）

- 1913年（大正2年）12月29日：湖南鉄道の太郎坊駅として開業。
- 1927年（昭和2年）5月15日：琵琶湖鉄道汽船に合併され、同社の駅となる。
- 1929年（昭和4年）4月1日：八日市鉄道に譲渡され、同社の駅となる。
- 1944年（昭和19年）3月1日：近江鉄道に合併され、同社の駅となる。
- 1945年（昭和20年）6月：営業休止[3]。
- 1949年（昭和24年）7月：営業再開[3]。
- 1998年（平成10年）4月1日：太郎坊宮前駅に改称。
- 2021年（令和3年）11月2日：駅周辺整備工事竣工[4]。

## 駅構造
単式ホーム1面1線の地上駅。終日無人駅である。なお、2019年度から2021年11月にかけて駅周辺整備工事が行われ、駅舎ホーム上屋の改修や駅前広場、駐輪場が整備された。
備考
- 戦前には太郎坊宮（阿賀神社）と八日市飛行場が湖南鉄道、後の八日市鉄道（現在の八日市線）随一の観光名所であり、沿線案内図でも共に大きく描かれていた。1927年(昭和2年)には参詣客の激しい増加に対応するため、地元の寄付により駅舎建設を含めた改良工事が行われ、無人駅から有人駅となった。年始には未明に太郎坊宮初詣のための臨時列車が運行され、太郎坊駅への往復割引乗車券が発売された[5]。
- 駅舎は昭和30年代後半頃に老朽化によって取り壊されたと言われてきたが[6][7]、実際には1970年代にも存在し、カラーのテレビ番組に映っていた[8]。1940年頃までは売店もあり、駄菓子や紙風船、セルロイド製の天狗のお面を扱うなど、太郎坊宮の土産物店的な役割だったようである。駅舎が解体され、八日市線内ではいちはやく無人駅となった[7]。ただし、廃線区間の新八日市～御園間も近江鉄道八日市線（御園線は通称で正式な所属路線名は八日市線）の時代があり、この区間の駅を含めると、いちはやく無人駅になったとは言えない。
- 駅名標や近江鉄道の公式サイトでは「たろぼうぐうまえ」と表記されている。駅名は付近の阿賀神社の通称の「太郎坊宮」に由来するものであるが、阿賀神社の公式サイトには「太郎坊宮」の読みは「たろうぼうぐう」と書かれている。開業から1998年までの駅名は「太郎坊」だったが、戦前の八日市鉄道時代の車内補充券には当駅のみ「たろぼう」と振り仮名があり、読み方を間違えられやすかった事が窺える[5]。

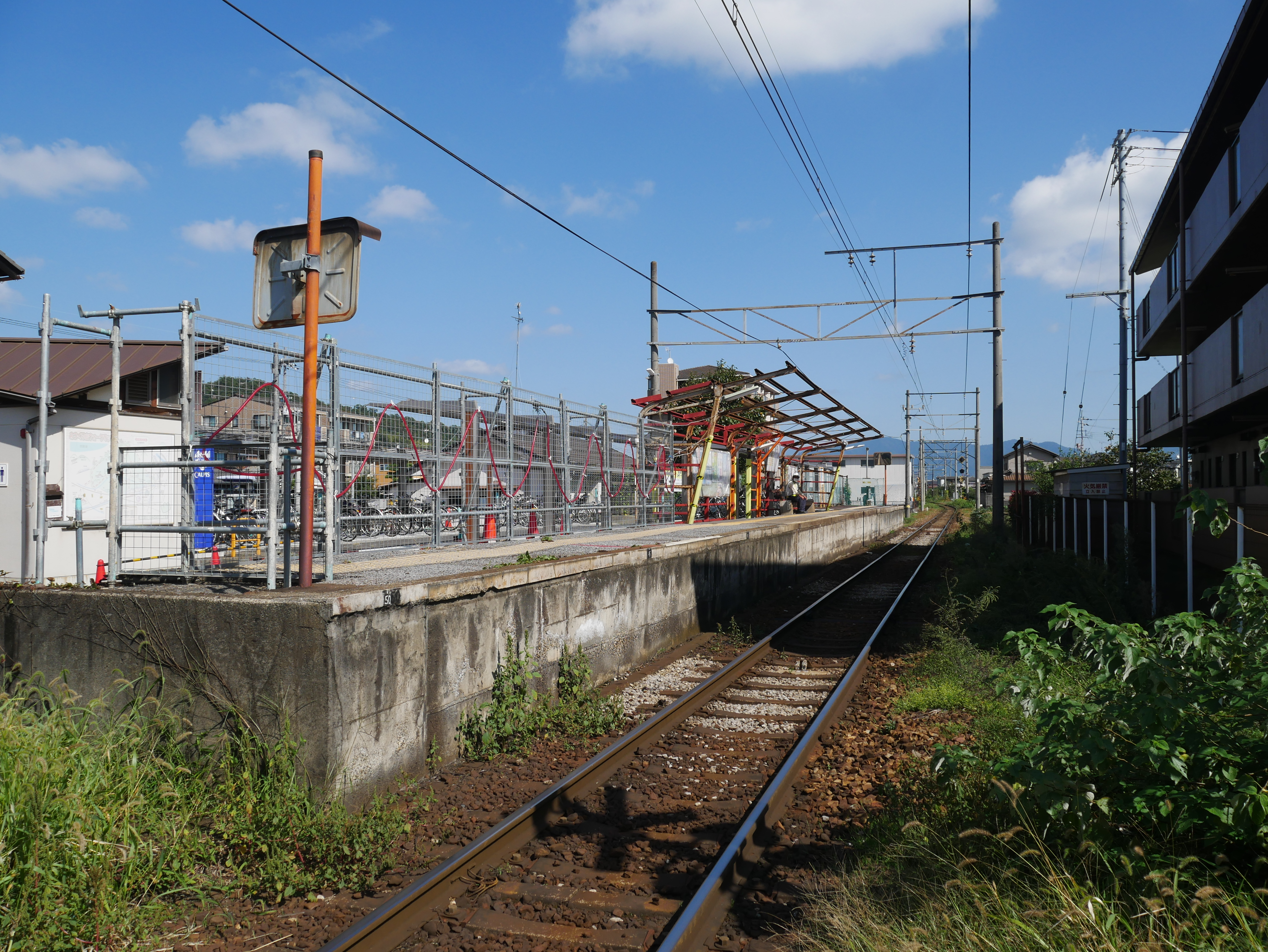
駅全景（2020年10月、近江八幡寄りから）
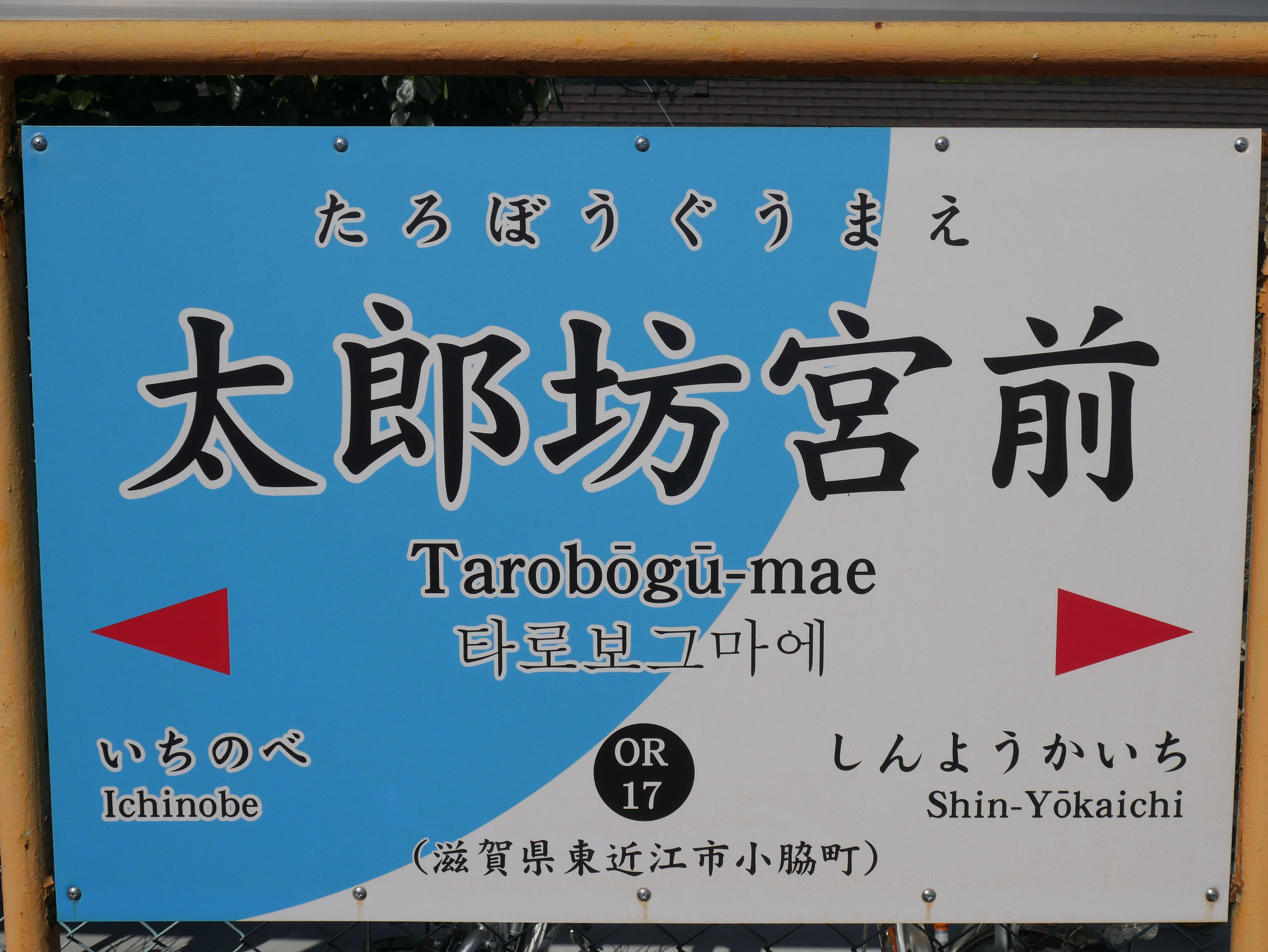
駅名標（2020年10月）

## 利用状況
近年の一日平均乗車人員の推移は下記のとおり。(東近江市統計書より)
| 年度               | 一日平均 乗車人員 |
| ------------------ | ----------------- |
| 2002年（平成14年） | 107               |
| 2003年（平成15年） | 93                |
| 2004年（平成16年） | 87                |
| 2005年（平成17年） | 100               |
| 2006年（平成18年） | 119               |
| 2007年（平成19年） | 118               |
| 2008年（平成20年） | 100               |
| 2009年（平成21年） | 109               |
| 2010年（平成22年） | 104               |
| 2011年（平成23年） | 106               |
| 2012年（平成24年） | 118               |
| 2013年（平成25年） | 122               |
| 2014年（平成26年） | 127               |
| 2015年（平成27年） | 132               |
| 2016年（平成28年） | 128               |
| 2017年（平成29年） | 134               |
| 2018年（平成30年） | 141               |
| 2019年（令和元年） | 137               |

## 駅周辺
田畑と住宅が混在する。駅北側に太郎坊宮があり、駅からその姿が見える。国道421号（八風街道）は駅南側を通るが、駅西側にある踏切で近江鉄道八日市線（万葉あかね線）と交差する。
- 阿賀神社（太郎坊宮）
- 滋賀報知新聞
- 昭和町のムクノキ - 推定樹齢650年（※2013年時点）、「西の椋」とも呼ばれる[9]。
- 国道421号（八風街道）
- 滋賀県道13号彦根八日市甲西線

## タクシー路線
駅前にちょこっとタクシー「太郎坊宮前駅」停留所があり、小脇・建部エリア（八日市駅と阿賀神社（太郎坊宮）付近を巡回するエリアタクシー）が経由する（要予約）。

## 隣の駅
近江鉄道
■八日市線（万葉あかね線）
■快速
通過
■普通
市辺駅（OR18） - 太郎坊宮前駅（OR17） - 新八日市駅（OR16）

### 記事本文